# ポンツァギーン・ジャスライ
ポンツァギーン・ジャスライ（ポンツァグィーン・ジャスライ、モンゴル語: Пунцагийн Жасрай、ラテン文字転写の例：Puntsagiin Jasrai、1933年11月26日 - 2007年10月25日）は、モンゴル国の政治家。1992年から1996年まで、モンゴルの首相を務めた。

## 経歴・人物

### 生い立ちと初期の経歴
1933年11月26日、ゴビ・アルタイ県ブガト郡に生まれる。1950年ゴビ・アルタイ県トンヒル地区高等学校を卒業し、1956年まで視学官として勤務した。この間、1951年にはモンゴル人民革命党に入党している。1961年モスクワ経済高級学校（現在のモスクワ経済学、統計学、情報科学大学）で農業経済学の学位を取得する。1970年から1975年まで、国家価格委員会議長。1973年人民大会議代議員に選出され、1986年まで4期務める。1976年から1978年まで、人民革命党中央委員会計画・財政部長。1978年国家計画委員会第一副議長。1984年閣僚会議副議長（副首相）。1988年閣僚会議第一副議長（第一副首相）。1989年党政治局員候補。
1980年代中盤から、ジャスライはモンゴルで最も早く自由な市場経済の導入を主張するようになった。
1990年モンゴル民主化運動によって、ジャムビン・バトムンフ書記長、ドマーギン・ソドノム首相とともに一切の官職、党職を辞した。辞任後は、モンゴル製造・サービス協同組合協会会長に就任した。同会長時代には、モンゴルの経済開発に関して数カ国を訪問している。

### 首相
1992年6月28日、ウランバートルの第26選挙区から国民大会議総選挙に立候補し当選した。同年7月20日に召集された第1回国民大会議でジャスライはモンゴル国首相に選出された。首相としてモンゴルの経済発展と民主化を公約した。1993年6月、アメリカ合衆国を訪問し、経済シンポジウムに参加した。また、世界銀行と国際通貨基金を訪問したほか、ナショナル・プレス・クラブで公演した。
1993年夏、野党各派は、ジャスライ内閣に対して経済悪化を十分に防止できなかったとして、責任を追及し総辞職を強く求めた。野党各派は、結束しモンゴル民主連合を結成した。1996年7月総選挙で民主連合を中心に野党陣営が勝利した。非人民革命党が勝利するのはモンゴル独立の1921年以来のことである。ジャスライ内閣は選挙結果を受けて総辞職し、後任にはメンダサイハン・エンフサイハンが就任した。ジャスライは2004年まで国民大会議代議員の議席を維持した。
日本との関係では、首相在任中の1993年（平成5年）11月に来日している。
2007年10月25日、ウランバートルで死去した。73歳。